# ان‌تی‌اف‌اس-۳جی
ان‌تی‌اف‌اس-۳جی (به انگلیسی: NTFS-3G) یک پیاده‌سازی متن‌باز و چند سکویی از سیستم فایل ان‌تی‌اف‌اس مایکروسافت ویندوز است که از قابلیت خواندن و نوشتن اطلاعات پشتیبانی می‌کند. ان‌تی‌اف‌اس-۳جی اغلب از رابط سیستم فایل فیوز استفاده می‌کند و بدین ترتیب، می‌تواند بدون تغییر بر روی سیستم‌عامل‌های زیادی اجرا شود. ان‌تی‌اف‌اس-۳جی در حال حاضر بر روی سیستم‌عامل‌های مختلفی نظیر لینوکس، نت‌بی‌اس‌دی، اوپن‌سولاریس، بی‌اواس، کیوان‌اکس، واین‌سی‌ئی، هایکو، مینیکس، مک اواس ده و ... اجرا می‌شود. این برنامه یا تحت پروانه نرم‌افزاری جی‌پی‌ال یا تحت یک پروانه نرم‌افزاری انحصاری منتشر می‌شود. ان‌تی‌اف‌اس-۳جی توسط یکی از توسعه‌دهندگان ان‌تی‌اف‌اس لینوکس به نام Szabolcs Szakacsits در ژوئیه سال ۲۰۰۶ معرفی شد. اولین نسخه پایدار آن، ۱٫۰ بود که در 2007-02-21 منتشر شد. توسعه‌دهندگان ان‌تی‌اف‌اس-۳جی، بعدها شرکتی به نام تاکسرا را تأسیس کردند تا آن را بیشتر توسعه دهند. نسخه‌ای که توسط این شرکت تولید می‌شود، تحت یک پروانه انحصاری عرضه می‌شود و نرم‌افزار آزاد نیست. ان‌تی‌اف‌اس-۳جی تمام عملیات‌های مربوط به خواندن و نوشتن فایل‌ها را پشتیبانی می‌کند. می‌توان فایل‌هایی با هر اندازه دلخواه ایجاد کرد، ویرایش کرد، تغییر نام داد، پاک کرد، انتقال داد یا ... . قابلیت فشرده‌سازی در پس زمینه هم توسط ان‌تی‌اف‌اس-۳جی پشتیبانی می‌شود. به کمک این قابلیت، فایل‌ها مستقیماً به صورت فشرده بر روی دیسک نوشته می‌شوند و در هنگام خواندن هم به صورت خودکار و مستقیم از حالت فشرده خارج می‌شوند. با این حال، ان‌تی‌اف‌اس-۳جی هنوز هم از قابلیت رمزنگاری پشتیبانی نمی‌کند. همچنین قابلیت ویرایش کردن مجوزهای دسترسی به فایل‌ها و همچنین لیست‌های کنترل دسترسی هم پشتیبانی می‌شوند. پارتیشن‌های ان‌تی‌اف‌اس با استفاده از رابط فایل‌سیستم در فضای کاربری (فیوز) مونت می‌شوند. بر طبق صفحه راهنمای این برنامه، پیوند نمادین و پیوند سخت هم پشتیبانی می‌شوند. ان‌تی‌اف‌اس-۳جی از قابلیت ژورنالینگ به شکل ناقص پشتیبانی می‌کند و اگر برای رایانه اتفاق غیر منتظرانه‌ای رخ دهد و باعث شود فایل‌سیستم در وضعیت نامناسبی قرار گیرد (همانند قطع شدن برق در حین کار با رایانه)، می‌توان فایل‌سیستم را تعمیر کرد.